# Кайданку
Кайданку (кит. 开裆裤, пиньинь kāidāngkù) — китайские детские штаны с открытым  шаговым швом, которые носят малыши по всему материковому Китаю. Часто из плотной ткани, эти штаны имеют непрошитый шов на ягодицах или отверстие по центру ягодиц. Эта конструктивная особенность даёт детям мочиться и испражняться, не спуская штанов. Ребёнок просто садится на корточки или удерживается родителями, что устраняет необходимость в подгузниках. Вид полуобнажённых ягодиц, одетых в кайданку детей в общественных местах, удивляет иностранных туристов, которые часто их фотографируют; они были названы «таким же символом Китая, как портрет Мао Цзэдуна на площади Тяньаньмэнь».
В Китае кайданку воспринимают как пережиток сельского прошлого страны, молодые матери, особенно в городах, предпочитают вместо них подгузники. На Западе сторонники элиминационного коммуникационного метода приучения детей к горшку заявили о преимуществах кайданку, в частности, о том, что дети быстрее и в более раннем возрасте приучаются к туалету. Другие преимущества: устранение опрелостей и уменьшение экологических проблем, которые вызывают одноразовые подгузники. Некоторые западные родители даже начали одевать своих детей в кайданку.

## Использование
Приучение к туалету в Китае начинают очень рано, иногда через нескольких дней после рождения и обычно не позже, чем через месяц. Часто за детьми внимательно присматривают родители, бабушки и дедушки или другие члены семьи, которые уделяют много внимания облегчению малыша. Ребёнок, готовый помочиться или испражниться, удерживается над унитазом или другой емкостью в позе bǎ (кит. 把), или «сгруппированная поза», этот термин также используется для всего процесса. Взрослый издаёт слабый высокий свист, которые имитирует звук бегущей воды или мочи, чтобы заставить ребёнка расслабиться.

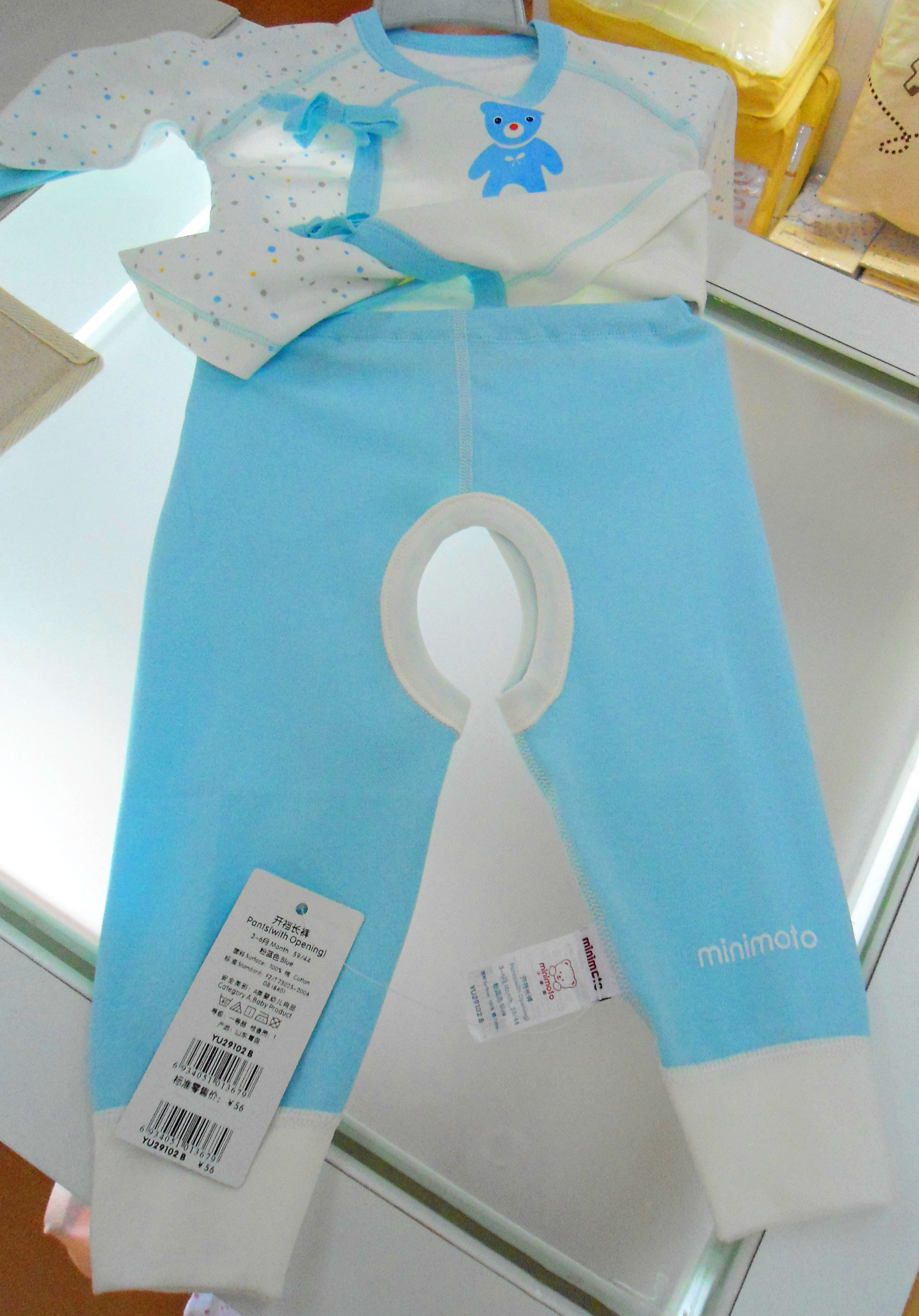
Кайданку для детей от 3 до 6 месяцев в магазине в Хайкоу

Кайданку надевают, когда ребёнка впервые выводят на улицу. В основном их носят мальчики; девочек (а иногда и мальчиков) одевают в летние платья типа сарафана. Штаны продолжают носить даже, когда ребёнок способен контролировать функции выделения, поскольку рост и моторные навыки ещё не позволяют ребёнку пользоваться туалетом. Дети на улице испражняются в мусорные ведра, горшки с большими растениями. Когда это невозможно, используют тротуар или любую другую поверхность, а затем взрослые убирают за детьми.

## История
В 2003 году The New York Times написала, что кайданку использовались в Китае на протяжении «десятилетий». Семью годами ранее в своих мемуарах Red China Blues китайско-канадская журналистка Ян Вонг пишет, что их использование возникло из-за хронической нехватки ткани, мыла и воды. В то время как этих вещей не хватало, «людей было достаточно. Всегда находился кто-то, чтобы сделать ба китайскому ребёнку.»
Кайданку использовали в течение всего XX столетия, пока Китай модернизировался в других направлениях. В последние годы правления Мао Цзэдуна красочные кайданку на улицах Пекина резко контрастировали с суровыми синими и серыми тонами взрослой одежды, предписанной культурной революцией. Даже после либерализации, которую в последующие десятилетия проводил Дэн Сяопин, и последующего распространения новых западных традиций, кайданку продолжало носить большинство детей в Китае. Когда Вонг, тогда китайская корреспондентка канадской The Globe and Mail, родила сына в Пекине в 1990 году, только одна гостиница в городе продавала одноразовые подгузники. Так как они стоили 1 доллар США, она решила обучить своего сына традиционному китайскому способу.
Западные производители потребительских товаров, в том числе одноразовых подгузников, стремились выйти на огромный китайский рынок. В 1998 году американская компания Procter & Gamble представила в Китае свой популярный бренд Pampers; вскоре за ней последовали конкуренты. Китайские родители поначалу не переходили с кайданку на подгузники, но компании изо всех сил пыталась убедить потребителей и завоевать долю рынка. После переделки своих подгузников, чтобы они стали мягче, и начала продаж по более низкой цене, чем в США, в 2007 году P & G по итогам исследования рынка запустила рекламную кампанию «Золотой сон», в которой утверждалось, что дети в подгузниках спали лучше, и это может быть хорошо для когнитивного развития.
Но отношение к подгузникам начало меняться ещё до того. В течение пяти лет после появления Pampers в Китае ежегодно одноразовых подгузников продавалось на $200 млн, многие производители сообщали о росте продаж на десяток процентов. Один из иностранных производителей, японский Unicharm, заявил в 2002 году, что его бренд MamyPoko был настолько популярен, что компания планировала построить в Китае завод по их производству. Изменение отношения к подгузникам резко сократило использование кайданку — крупные розничные сети прекратили их продажу, а в китайских журналах для родителей изображались исключительно дети в подгузниках.
Отношение китайцев также изменилось. Матери, которых в 2003 году опрашивал The Times, говорили, что кайданку не соответствуют ценностям растущего среднего класса Китая. «Кайданку? Это так старомодно!» — сказала одна женщина из Шанхая. «Это не гигиенично. Это вредно для окружающей среды. Их носят только деревенские бедняки». Женщина из Гуанчжоу, цитируемая China Daily, год спустя согласилась, назвав их «варварскими». Она утверждала, что люди, которые могут позволить купить подгузники для своих детей обязательно это делали. Один из центров послеродовой помощи в Пекине советовал матерям пользоваться подгузниками независимо от их стоимости.
Чжао Чжунсинь, профессор педагогики Пекинском педагогического университета, сказал, что кайданку стали индикатором социально-экономического статуса в новом Китае. «Дети в городах больше не носят кайданку. А дети в сельской местности всё ещё продолжают», — сказал он China Daily. «В этом разница между умами и условиями жизни сельских жителей и городских жителей», которые, как отмечается в статье, могли бы более внимательно относиться к кампаниям городских властей за более чистое общественное пространство в целом, особенно перед летними Олимпийскими играми 2008 года в Пекине, что включало в себя призывы к родителям одевать своих детей в подгузники хотя бы на время Игр. Пресс-секретарь китайского производителя подгузников Goodbaby призналась в газете, что преодолеть сопротивление использованию подгузников за пределами города сложнее. «Некоторые люди, особенно фермеры, думают, что это слишком расточительно».

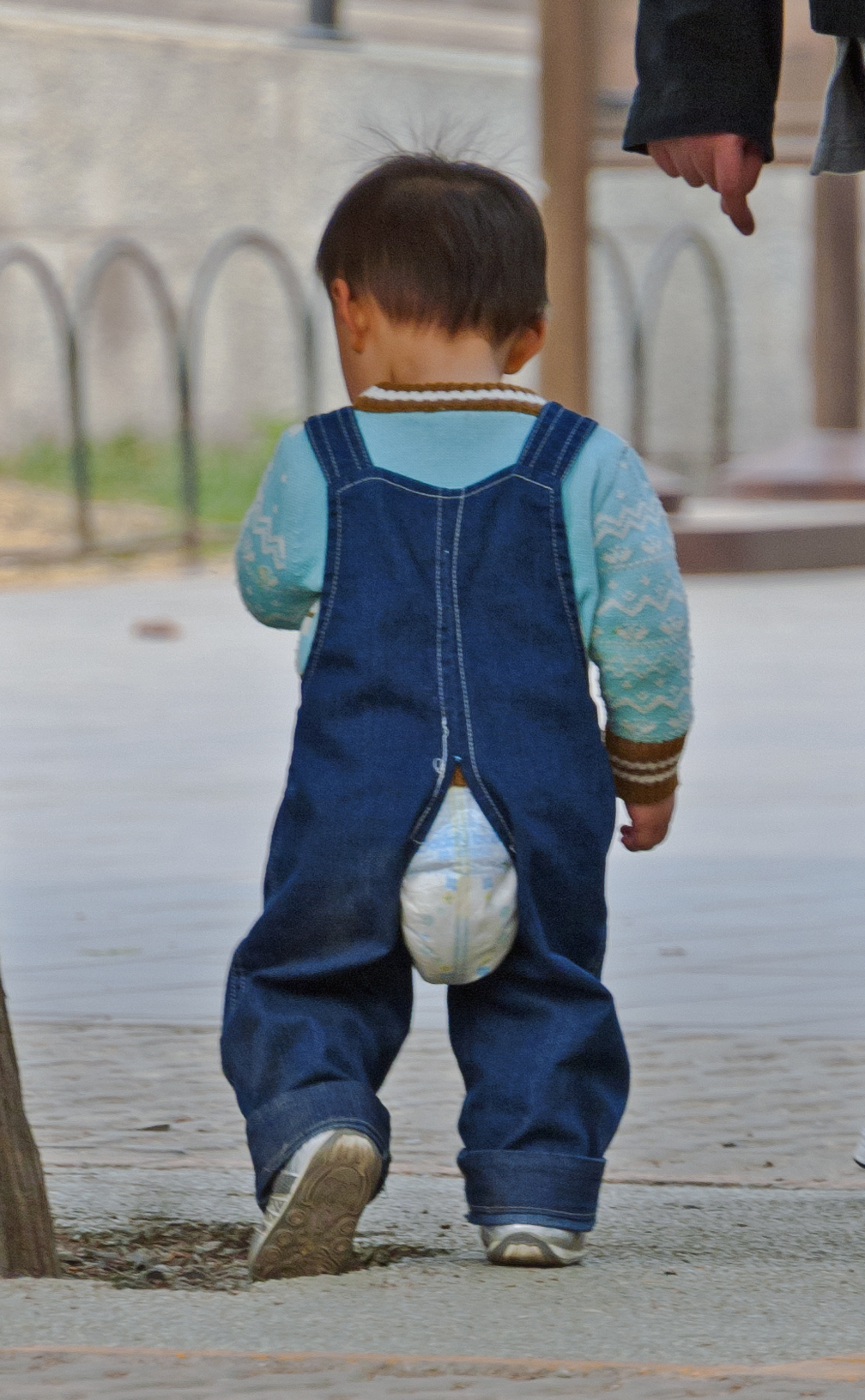
Ребенок одновременно в подгузнике и кайданку

Другие матери использовали кайданку или подгузники в зависимости от ситуации. В 2003 году The Times сообщила, что кайданку всё ещё часто видели в жаркие дни в Шанхае, хотя они больше не были вездесущими в этих условиях. Женщина из Чжэцзяна, державшая в городе фруктовую лавку, рассказала газете, что одевала своего сына в кайданку только в жаркую погоду, поскольку так для него было комфортнее и уменьшало риск опрелостей. Ещё одна пекинская мать, с которой говорила China Daily, пока она наблюдала за своим сыном в кайданку на детской площадке, не отказалась от штанов: «Даже если люди думают, что это выглядит плохо, это мнение меньшинства. Это китайская традиция», — сказала она.
К концу десятилетия Pampers стали самой продаваемой маркой подгузников в Китае. Иностранные и китайские наблюдатели с уверенностью предсказывали гибель кайданку. В 2010 году Brandchannel назвал их «блекнущим воспоминанием». Тем не менее, сообщения из Китая в начале следующего десятилетия свидетельствуют о том, что их использование продолжается.

## Преимущества и недостатки
Несмотря на растущее использование подгузников, которые к 2010 году стали в Китае индустрией с оборотом в $3 млрд, ещё достаточное число китайских родителей используют кайданку или рассматривают такую возможность, и на родительских сайтах перечисляют их преимущества и недостатки, чтобы помочь родителям принять обоснованное решение. Среди преимуществ — их использование компенсирует неспособность ребёнка общаться, устраняет необходимость в запланированном времени туалета и значительно уменьшает необходимость стирать грязную одежду. Наиболее часто упоминается умение раньше начинать и заканчивать приучение к туалету. Младенцы в кайданку нередко начинают приучаться к туалету до первого года и заканчивают обучение около года, когда их западные сверстники приучение только начинают. Фокс Баттерфилд, тогда китайский корреспондент The New York Times, во время посещения в 1981 году дошкольного учреждения в Пекине опираясь на собственный опыт родительского воспитания, выразил скептицизм об успешности приучения к туалету детей младшего возраста и немедленно был опровергнут 14-месячной девочкой, использовавшей для туалета плевательницу.
Тем не менее, родители предупреждают, что кайданку может быть грязнее, что повышает риск таких проблем, как уретрит, цистит и другие осложнения инфекций мочевыводящих путей. Считается, что дети в кайданку подвержены более высокому риску обморожения зимой. Популярный в Китае интернет-портал NetEase.163.com предупреждает, что у мальчиков с лёгким доступом к обнажённым гениталиям «могут легко развиться вредные привычки». Goodbaby, производитель подгузников в Шанхае, на своём веб-сайте перечисляет ещё несколько проблем: помимо медицинских, санитарных и экологических недостатков, это отсутствие уважения к частной жизни ребёнка, в будущем его могут смутить фотографии того, как он их носит, особенно потому, что кайданку становятся не популярными. Хотя на сайте признается, что использование кайданку является результатом культурных ценностей, а не невежества, даётся совет: «Мы должны признать, что зарубежные практики более строгие и проявляют больше уважения к ребёнку».
Вонг в своих мемуарах описывает ещё одно негативное влияние. В начале 1990-х годов она сообщила о ведущем китайском хирурге по увеличению полового члена. Многие из его пациентов были мужчинами, которые, будучи детьми на фермах, получали серьёзные травмы половых органов, пока сидели на корточках в кайданку в местах, где собаки или свиньи поедали собственные фекалии и по ошибке кусали пенисы мальчиков. Некоторые из них не женились из-за этой травмы. «Китай отчаянно нуждался в фабрике Pampers или, по крайней мере, в производстве кормов для собак», — написала она.
Наконец, в своих мемуарах 1996 года «Чердак» художник Гуанлун Цао вспоминает неожиданную пользу кайданку для родителей:
«Когда [моей сестре] Чуен было три года, она всё ещё носила кайданку, которые приоткрывали две банановидных дольки её попы. Ей нравилось подниматься по деревянной лестнице, прислонённой к южному окну. Скошенная крыша за окном была для неё постоянным искушением. Но ей было позволено подниматься только на три ступеньки, высунуть голову наружу и взглянуть на внешний мир. Как только её маленькая нога поднималась к четвёртой ступени лестницы, шлепок по попе был гарантирован. В дополнение к гигиеническому удобству, я полагаю, это было ещё одним преимуществом классических кайданку.»

## Использование на Западе
Пока китайские родители переходили с кайданку на подгузники, некоторые западные родители пошли в противоположном направлении, будучи обеспокоенными воздействием использованных подгузников на окружающую среду и влиянием на здоровье ребёнка. В своей книге 2006 года Diaper Free Ингрид Бауэр оплакивала успешный маркетинг производителей подгузников в Китае. «Традиционные штаны кайданку за последние полвека быстро исчезли в крупных городах и быстро заменяются подгузниками … Агрессивные рекламщики создают впечатление, что потребительские товары значительно превосходят то, что матери практиковали веками, и призывают родителей покупать то, что они едва могут себе позволить», — написала она.
Примерно в то же самое время, вдохновлённые китайским примером, родители в США и других странах Запада начали создавать группы поддержки Diaper Free и практиковать элиминационное коммуникационное приучение к туалету, используя традиционный китайский свист для побуждения к мочеиспусканию. Некоторые из них, которых The New York Times опрашивала в 2005 году, говорили, что отправились в китайский квартал Нью-Йорка, чтобы купить кайданку. Некоторые западные родители, работающие в Китае и видевшие применение кайданку воочию, решили подражать китайским методам в приучении своих детей к туалету.